# Jaya Sri Maha Bodhi

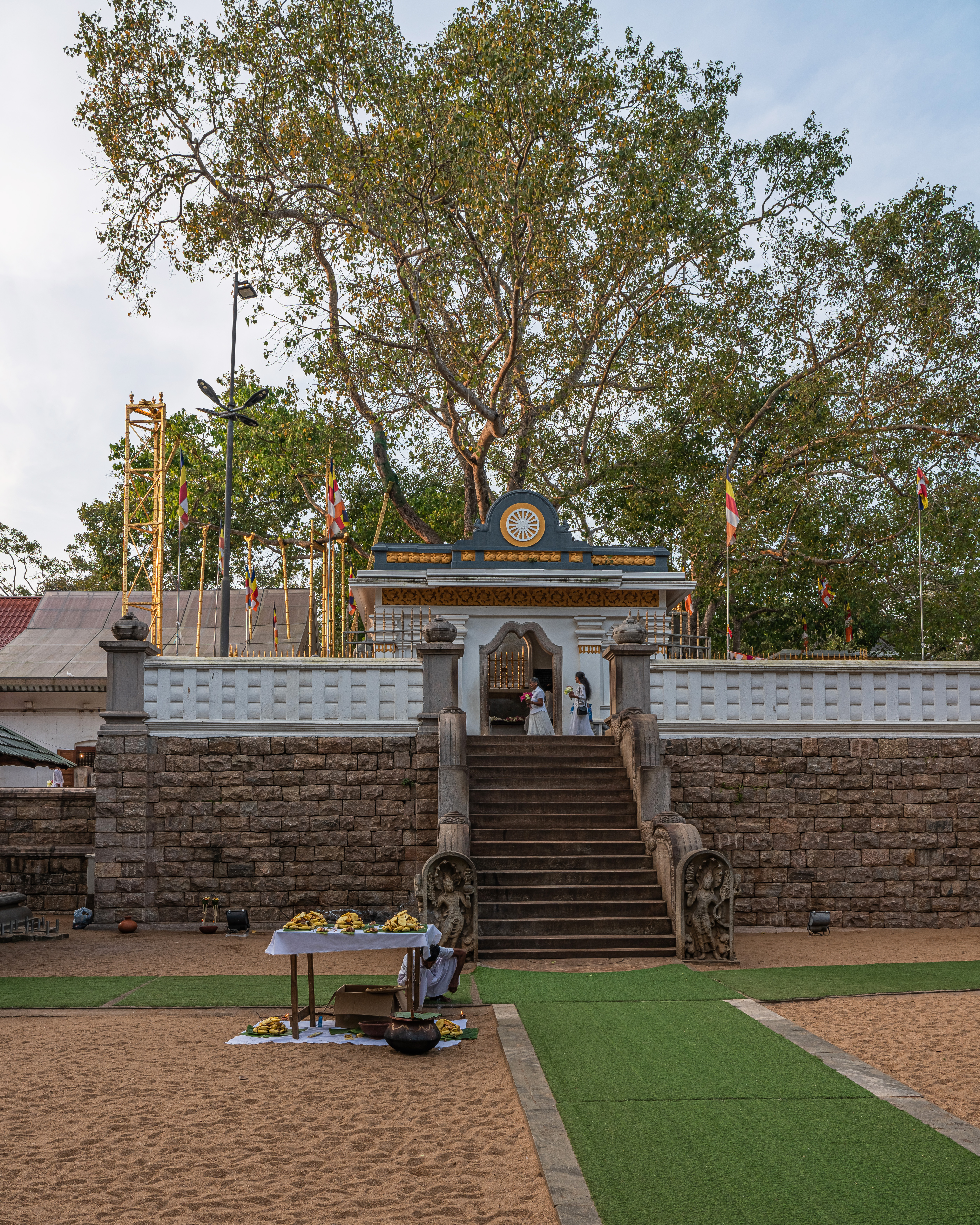
Jaya Sri Maha Bodhi

Jaya Sri Maha Bodhi (em cingalês: ජය ශ්රී මහා බොධිය) é uma árvore (figueira) sagrada no Jardim Mahamewna, Anuradhapura, Sri Lanka. É dito que ela provém de uma estaca do ramo sul da histórica árvore Sri Maha Bodhi em Bodh Gaya, na Índia, sob a qual Buda alcançou a Iluminação.
Foi plantada em 249 A.C., e é a mais antiga  árvore do mundo plantada pelo homem, possuindo uma data de plantio conhecida. Hoje é uma das mais sagradas relíquias budistas no Sri Lanka e respeitada pelos budistas de todo o mundo.
As outras figueiras que circundam a árvore sagrada protegem-na de tempestades e animais, tais como macacos, morcegos, etc.
Em abril de 2014, o governo proibiu todas as construções a cerca de 500 metros da árvore. Apenas construções que, obviamente, não irão prejudicar a árvore são permitidas.

## Significado social e religioso da Jaya Sri Maha Bodhi
Os budistas na ilha tem uma prática de visita e homenagem à mais sagrada árvore Bodhi, desde tempos imemoriais. É um costume anual de peregrinos provenientes de distantes aldeias, visitar a cidade de Anuradhapura e homenagear o Sri Maha Bodhi. O cuidador do local disponibiliza diversas oferendas diariamente, desde tempos imemoriais. Os budistas em geral, têm uma forte crença de que as ofertas feitas para a Jaya Sri Maha Bodhi produzem mudanças positivas e significativas em suas vidas. Também tem sido habitual para muitos budistas fazer juramento especial perante a Jaya Sri Maha Bodhi para um nascimento saudável de seus bebês sem malformações, e para a cura de várias doenças. Também tem sido uma longa tradição entre os agricultores em torno de Anuradhapura oferecer à árvore Sri Maha Bodhi o arroz, preparado a partir de sua primeira colheita. Eles acreditam fortemente que tais ofertas levam a uma produção de arroz sustentada, reduz a chance de seca e ataques de pragas, incluindo danos por elefantes.

## História

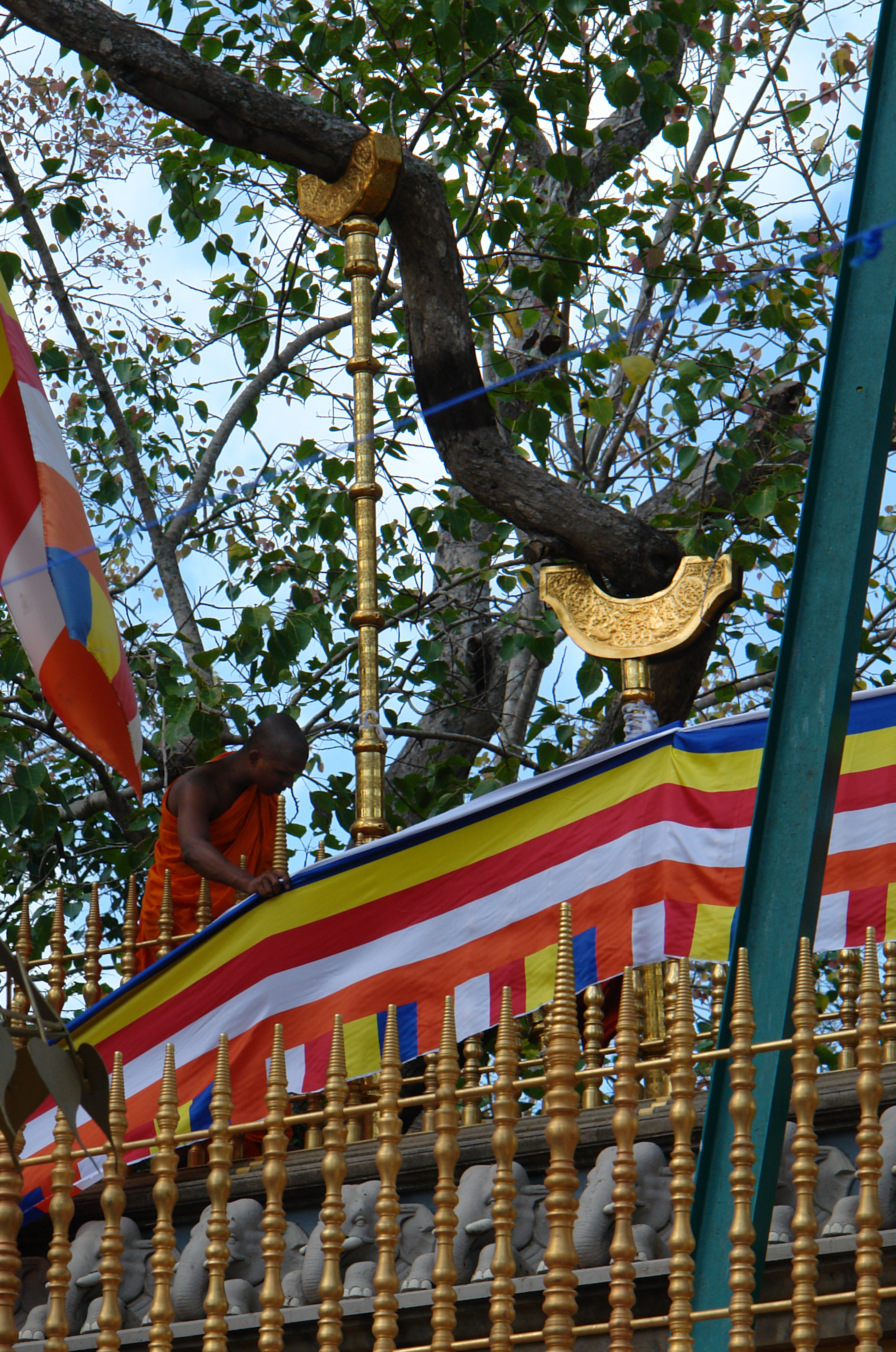
Uma foto tirada da parte de baixo, Pahatha Maluwa.

No século III a.C. a estaca foi levada para o Sri Lanka, por Sangamitta (Pali; Sânsc.: Sanghamitra) Thera, a filha do Imperador Asoka e fundadora de uma ordem de monjas budistas no Sri Lanka. Em 288 A.C.  ela foi plantada pelo Rei Devanampiya Tissa em um terraço alto, com cerca de 6,5 m (21,3 pé) acima do terreno, no Parque Mahamevnāwa , em Anuradhapura e cercado por grades.

## Contribuições
Vários antigos reis contribuíram para o desenvolvimento deste sítio religioso. O rei Vasabha (65 - 107 d.C.) colocou quatro estátuas de Buda nos quatro lados da árvore sagrada. O rei Voharika Tissa (214 - 236 AD) adicionou estátuas metalizadas. O rei Mahanaga (569 - 571 d.C.) construiu um canal de água ao redor da árvore sagrada, e o Rei Sena II (846 - 866 d.C.) o renovou.
A presente muralha foi construída por Ilupandeniye Athtadassi Thero durante o reinado do Rei Kirti Sri Rajasinha, para protegê-lo de elefantes selvagens que podem ter danificado a árvore. A altura da parede é 10 pé (3,0 m); e 5 pé (1,5 m) de espessura; o seu comprimento de norte a sul é de 388 pé (118,3 m) e de leste a oeste 274 pé (83,5 m).
A primeira cerca de ouro ao redor da árvore sagrada, foi construída por alguns seguidores budistas em Kandy , sob a orientação de Yatirawana Narada Thero em 1969. A cerca de ferro abaixo da cerca dourada acima foi criada por pessoas de Gonagala sob a orientação de Yagirala Pannananda Thero.

## Modelos antigos
Duas estátuas de Buda podem ser vistas no templo; uma estátua de pedra está no lado direito da parede de pedra. A cobra de pedra é uma criação muito rara, mostrando em relevo a figura de uma cobra.

## Descobertas

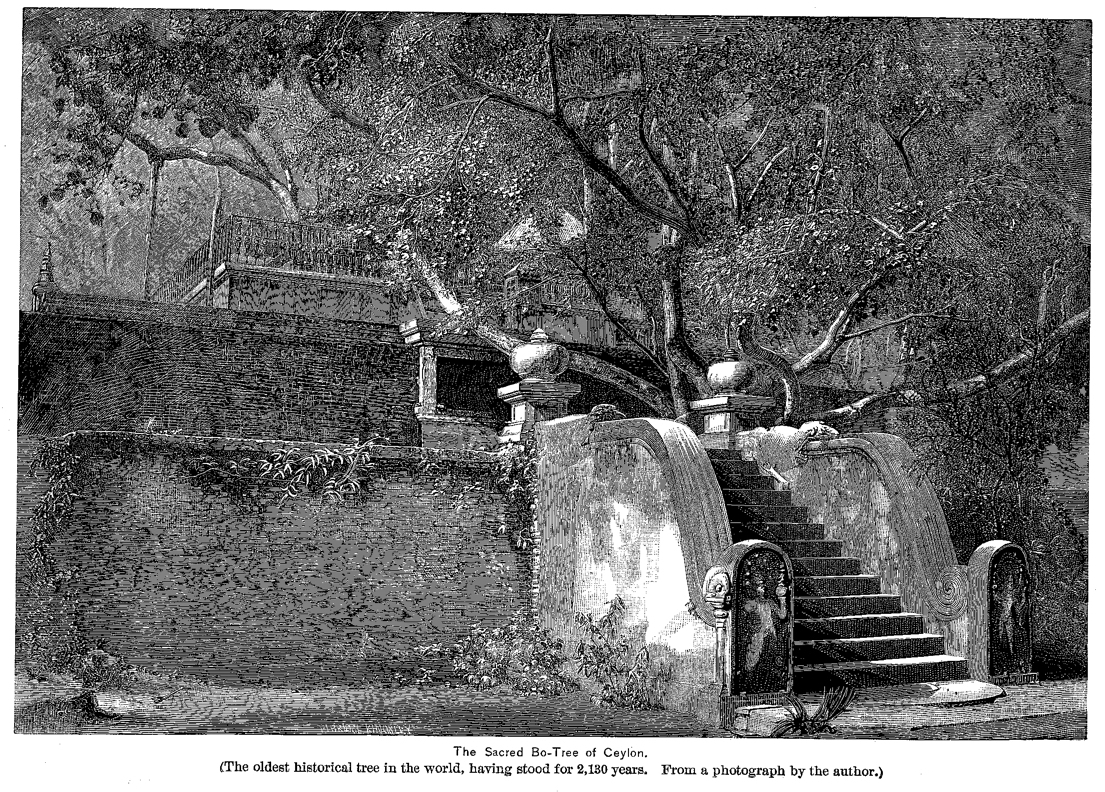
Jaya Sri Maha Bodhi em 1891

Ruínas de um antigo edifício chamado Mayura Pirivena (Mayura Mosteiro) foram encontrados no sudoeste de Jaya Sri Maha Bodhi, e as ruínas de uma stupa chamada Dakkhina Tupa (Mosteiro do Sul), podem ser vistas nas redondezas.
De acordo com as antigas crônicas no Sri Lanka, alguns muros e terraços tinha sido construídos em torno da árvore sagrada em algum momento no passado. Mahayamsa disse que o Rei Gothabhaya (249 – 262 d.C.) construiu uma parede de escombros. Dipavamsa relata que um terraço e uma treliça de parede foram construídos pelo Rei Kirthi Sri Meghavarna (302 - 330 d.c.).
Durante a escavação para reconstruir a presente parede, a parede de escombros, com sua fundação, criada pelo Rei Gotabhya, e o terraço de pedra em conjunto com uma estrutura de treliça de parede construída pelo Rei Kirthi Sri Meghavarna foram encontrados. Estes foram preservados no lugar e foram abertas ao público em janeiro de 2010.

## Incidentes
Dois ramos da árvore sagrada foram quebrados durante tempestades em 1907 e 1911. Um indivíduo, cortou um ramo em 1929.[carece de fontes?] O grupo separatista "Tamil Tiger" atirou e massacrou um número de budistas cingaleses no terraço superior, em 1985. Este incidente é conhecido como o massacre de Anuradhapura.